# Shahar Pe'er
Shahar Pe'er (Macabim, Israel, 1 de mayo de 1987) es una extenista israelí retirada en 2017. Fue profesional desde 2004 y estuvo entre las 30 primeras del mundo de forma consistente, cosechando buenos resultados en torneos importantes y Grand Slams. 
Pe'er se retiró en febrero de 2017, un año después de su último partido. Una lesión crónica en el hombro la limitó durante sus dos años y medio anteriores, y eso, junto con la pérdida del deseo de jugar tenis y llevar la vida de un jugador profesional de tenis, la llevó a decidir retirarse

## Títulos (8; 5+3)

### Individual (5)
| Leyenda: Antes de 2009     | Leyenda: A partir de 2009 |
| -------------------------- | ------------------------- |
| Grand Slam (0)             |                           |
| Juegos Olímpicos (0)       |                           |
| WTA Tour Championships (0) |                           |
| Tier I (0)                 | Premier Mandatory (0)     |
| Tier II (0)                | Premier 5 (0)             |
| Tier III (1)               | Premier (0)               |
| Tier IV & V (2)            | International (2)         |

| N.º | Fecha                    | Torneo       | Superficie    | Oponente en la final | Resultado      |
| --- | ------------------------ | ------------ | ------------- | -------------------- | -------------- |
| 1.  | 18 de febrero de 2006    | Pattaya City | Dura          | Jelena Kostanić      | 6-3 6-1        |
| 2.  | 20 de mayo de 2006       | Praga        | Tierra batida | Samantha Stosur      | 4-6 6-2 6-1    |
| 3.  | 2 de junio de 2006       | Estambul     | Tierra batida | Anastasiya Myskina   | 1-6 6-3 7-6(3) |
| 4.  | 20 de septiembre de 2009 | Cantón       | Dura          | Alberta Brianti      | 6-4 6-3        |
| 5.  | 27 de septiembre de 2009 | Taskent      | Dura          | Akgul Amanmuradova   | 6-3 6-4        |

#### Finalista (3)
| N.º | Fecha                 | Torneo     | Superficie | Oponente en la final | Resultado |
| --- | --------------------- | ---------- | ---------- | -------------------- | --------- |
| 1.  | 24 de febrero de 2007 | Memphis    | Dura       | Venus Williams       | 1-6, 1-6  |
| 2.  | 16 de enero de 2010   | Hobart     | Dura       | Alona Bondarenko     | 2-6, 4-6  |
| 3.  | 31 de julio de 2011   | Washington | Dura       | Nadia Petrova        | 5-7, 2-6  |
| 4.  | 28 de julio de 2013   | Bakú       | Dura       | Elina Svitólina      | 4-6, 4-6  |

## Clasificación en torneos del Gran Slam

### Individual
| Torneo                 | 2004 | 2005 | 2006 | 2007 | 2008 | 2009 | 2010 | 2011 | 2012 | 2013 | 2014 | 2015 | 2016 | 2017 | G-P  | Títulos |
| ---------------------- | ---- | ---- | ---- | ---- | ---- | ---- | ---- | ---- | ---- | ---- | ---- | ---- | ---- | ---- | ---- | ------- |
| Australian Open        | -    | -    | 1R   | CF   | 3R   | 1R   | 3R   | 3R   | 2R   | 2R   | 1R   | -    | -    | -    | 12–9 | 0       |
| Roland Garros          | -    | 3R   | 4R   | 4R   | 1R   | -    | 4R   | 1R   | 2R   | 1R   | 1R   | -    | -    | -    | 12–8 | 0       |
| Wimbledon              | -    | 2R   | 2R   | 3R   | 4R   | 2R   | 2R   | 1R   | 1R   | -    | 1R   | -    | -    | -    | 9–9  | 0       |
| US Open                | -    | 3R   | 4R   | CF   | 1R   | 3R   | 4R   | 2R   | 1R   | -    | 2R   | -    | -    | -    | 16-9 | 0       |
| WTA Tour Championships | -    | -    | -    | -    | -    | -    | -    | -    | -    | -    | -    | -    | -    | -    | 0-0  | 0       |

### Dobles
| Torneo                 | 2004 | 2005 | 2006 | 2007 | 2008 | 2009 | 2010 | 2011 | 2012 | 2013 | 2014 | 2015 | 2016 | 2017 | G-P   | Títulos |
| ---------------------- | ---- | ---- | ---- | ---- | ---- | ---- | ---- | ---- | ---- | ---- | ---- | ---- | ---- | ---- | ----- | ------- |
| Australian Open        | -    | -    | 1R   | 1R   | F    | 1R   | 2R   | 3R   | 2R   | 1R   | CF   | 1R   | -    | -    | 12-10 | 0       |
| Roland Garros          | -    | -    | 3R   | 3R   | CF   | -    | CF   | -    | 1R   | -    | 1R   | 2R   | -    | -    | 11-7  | 0       |
| Wimbledon              | -    | CF   | 2R   | 3R   | CF   | 2R   | 2R   | 3R   | 1R   | 1R   | -    | -    | -    | -    | 13-9  | 0       |
| US Open                | -    | 2R   | 2R   | 3R   | 1R   | 3R   | 3R   | 1R   | 1R   | 1R   | 1R   | -    | -    | -    | 8-10  | 0       |
| WTA Tour Championships | -    | -    | -    | -    | -    | -    | -    | -    | -    | -    | -    | -    | -    | -    | 0-0   | 0       |

### Dobles (3)
| Leyenda: Antes de 2009 | Leyenda: A partir de 2009 |
| ---------------------- | ------------------------- |
| Grand Slam (0)         |                           |
| WTA Championships (0)  |                           |
| Tier I (0)             | Premier Mandatory (0)     |
| Tier II (2)            | Premier 5 (0)             |
| Tier III (0)           | Premier (0)               |
| Tier IV & V (1)        | International (0)         |

| N.º | Fecha               | Torneo   | Superficie    | Pareja               | Oponentes en la final              | Resultado   |
| --- | ------------------- | -------- | ------------- | -------------------- | ---------------------------------- | ----------- |
| 1.  | 20 de mayo de 2006  | Praga    | Tierra batida | Marion Bartoli       | Ashley Harkleroad Bethanie Mattek  | 6-4 6-4     |
| 2.  | 5 de agosto de 2006 | Stanford | Dura          | Anna-Lena Groenefeld | Maria Elena Camerin Gisela Dulko   | 6-1, 6-4    |
| 3.  | 4 de agosto de 2007 | Stanford | Dura          | Sania Mirza          | Victoria Azarenka Anna Chakvetadze | 6-4, 7-6(5) |

#### Finalista en dobles (7)
| N.º | Fecha                    | Torneo               | Superficie    | Pareja             | Oponentes en la final                     | Resultado        |
| --- | ------------------------ | -------------------- | ------------- | ------------------ | ----------------------------------------- | ---------------- |
| 1.  | 30 de septiembre de 2007 | Luxemburgo           | Dura          | Victoria Azarenka  | Iveta Benešová Janette Husárová           | 4-6, 2-6         |
| 2.  | 25 de enero de 2008      | Abierto de Australia | Dura          | Victoria Azarenka  | Alona Bondarenko Kateryna Bondarenko      | 6-2, 1-6, 4-6    |
| 3.  | 21 de marzo de 2009      | Indian Wells         | Dura          | Gisela Dulko       | Victoria Azarenka Vera Zvonareva          | 4-6, 6-3, [5-10] |
| 4.  | 2 de octubre de 2010     | Tokio                | Dura          | Shuai Peng         | Iveta Benešová Barbora Záhlavová-Strýcová | 4-6, 6-4, [8-10] |
| 5.  | 25 de mayo de 2013       | Bruselas             | Tierra batida | Gabriela Dabrowski | Anna-Lena Grönefeld Květa Peschke         | 0-6, 3-6         |
| 6.  | 24 de mayo de 2014       | Núremberg            | Tierra batida | Raluca Olaru       | Michaëlla Krajicek Karolína Plíšková      | 0-6, 6-4, [6-10] |
| 7.  | 27 de julio de 2014      | Bakú                 | Dura          | Raluca Olaru       | Alexandra Panova Heather Watson           | 2-6, 6-7(3)      |

## Títulos WTA 125s (1; 1+0)

### Individual

#### Títulos (1)
| N.º | Fecha                | Torneo | Superficie | Oponentes en la final | Resultado     |
| --- | -------------------- | ------ | ---------- | --------------------- | ------------- |
| 1.  | 10 de agosto de 2013 | Suzhou | Dura       | Zheng Saisai          | 6-2, 2-6, 6-3 |